# Songs for October
Songs for October è il secondo album in studio del cantautore sudafricano-statunitense Gregory Alan Isakov, pubblicato nel 2005.

## Tracce
Testi e musiche di Gregory Alan Isakov.
1. Freeway Searching – 4:33
2. Black and Blue – 3:59
3. Shining Offa You – 3:42
4. Garden – 3:46
5. Salt and the Sea – 3:05
6. Crooked Muse – 4:09
7. August Clown – 3:39